# Wasserkraftwerk Marling
Das Wasserkraftwerk Marling (italienisch Centrale idroelelettrica di Marlengo) befindet sich direkt am Flusslauf der Etsch unterhalb von Marling  bei Meran. Es handelt sich um ein Laufkraftwerk, welches vom Wasser der Etsch gespeist wird, das bereits zuvor im höher gelegenen Kraftwerk Töll genutzt wurde. Das Wassereinzugsgebiet umfasst somit Teile der Ötztaler Alpen und der Ortlergruppe und beträgt insgesamt 1675 km².
Der älteste Teil des Kraftwerksgebäudes ist im Inneren mit geometrischen Ornamenten und Wandmalereien dekoriert und steht seit 1987 unter Denkmalschutz.

## Wasserfassung
Das vom Kraftwerk Töll abgearbeitete Wasser wird über eine Kanalbrücke in einen vier Kilometer langen Stollen im Marlinger Berg geleitet, durch welchen es zum Einlassbecken oberhalb des Kraftwerks Marling fließt. Von dort wird es über eine Druckrohrleitung den Turbinen zugeführt.

## Geschichte
Bereits im Jahr 1907 haben die Etschwerke als Eigentümer des Kraftwerks Töll um die Konzession für die Nutzung des verbliebenen Gefälles von 130 m zwischen ihrem Kraftwerk und der Meraner Talsohle angesucht, um in Marling ein Kraftwerk zu betreiben. 1911 wurde ein verbessertes Ansuchen eingereicht, welches die Grundlage für die wasserrechtliche Verhandlung im Jahr 1913 bildete, bei der volles Einvernehmen mit allen beteiligten Interessenten erzielt wurde. Wegen des kurz darauf ausgebrochenen Ersten Weltkriegs kam es jedoch nicht zur Ausstellung des Konzessionsdekrets von Seiten der Bezirkshauptmannschaft Meran.
Nach dem Krieg und dem Zusammenbruch Österreich-Ungarns wurde Südtirol an das Königreich Italien angeschlossen. Die wasserrechtliche Verhandlung wurde auf der Grundlage der Gesetze des Königreichs neu ausgeschrieben, da inzwischen zwei neue Konzessionswerber aufgetreten waren.
Dabei war das Projekt der Etschwerke, insbesondere was die Nutzung der zur Verfügung stehenden hydraulischen Energie betraf, gegenüber den Mitbewerbern im Nachteil, welche die Wasserfassung bereits auf der Höhe von Plaus vorsahen und dadurch höhere Leistungen erzielen konnten. Um das Kraftwerk auf der Töll zu retten und die Monopolstellung im eigenen Absatzgebiet zu wahren, schlossen die Etschwerke mit dem im Auftrag der Firma Montecatini verhandelnden Ing. Angelo Omodeo den Marlinger Vertrag ab. Darin wurde vereinbart, dass die Etschwerke im Fall einer Konzessionserteilung sämtliche daraus erwachsenden Rechte an Ing. Omodeo abtreten würden und dafür das Monopol der Verteilung elektrischer Energie im eigenen Einzugsgebiet behalten und eine bestimmte Menge an Winterenergie zu einem Vorzugspreis erhalten würden. Rechtsnachfolgerin von Omodeo war die Società Elettrica dell'Alto Adige, eine Tochtergesellschaft der Montecatini. Letztere verfügte über gute Beziehungen zum obersten Wasserrat in Rom, sodass das Konzessionsverfahren schnell abgewickelt wurde und die Städte Bozen und Meran als Eigentümer der Etschwerke im Herbst 1923 die provisorische Baugenehmigung erhielten. Bereits am 24. November 1923 fand in Gegenwart des Arbeitsministers der Baubeginn statt.

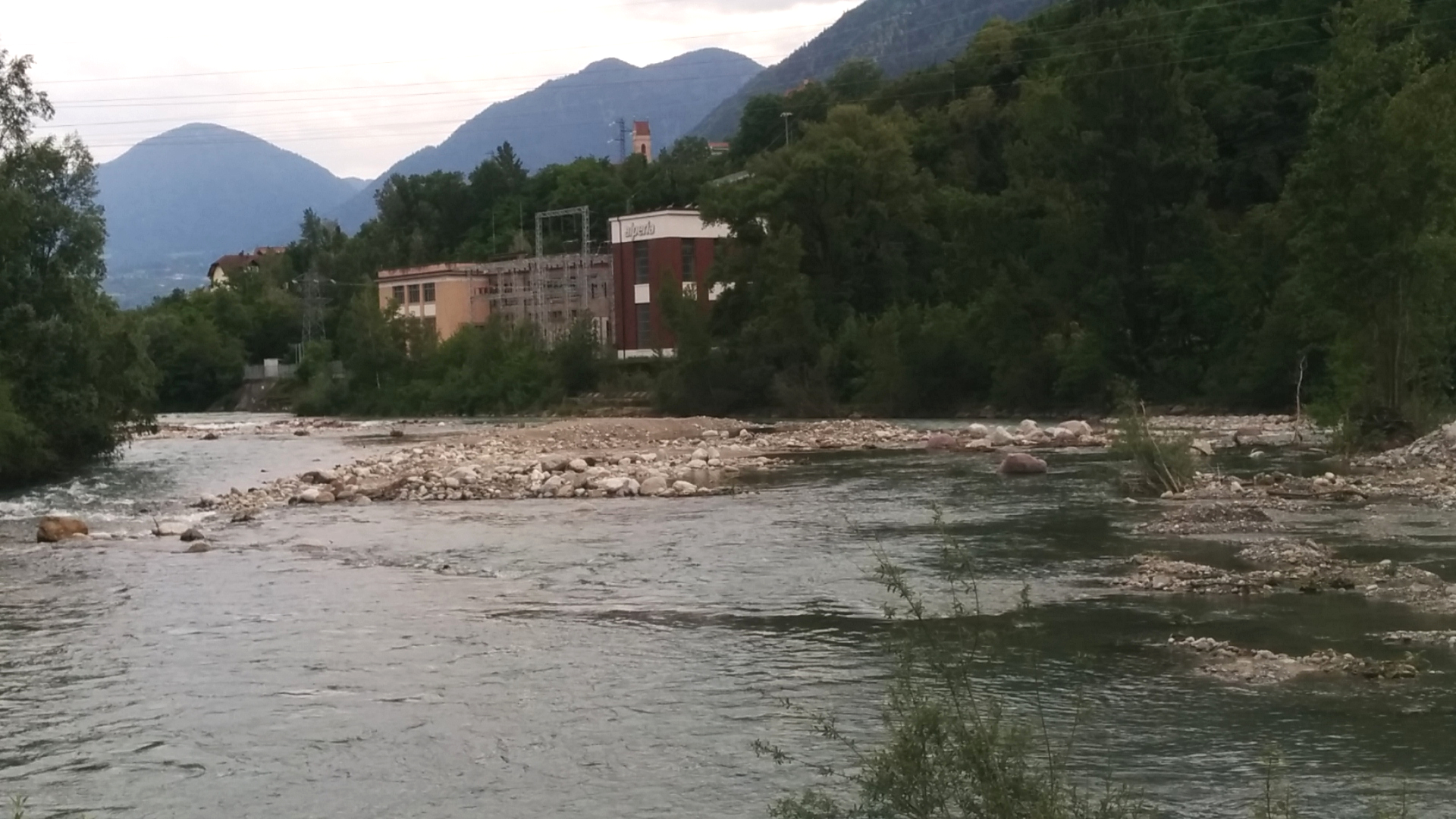
Das Wasserkraftwerk Marling von der Passermündung aus gesehen

Im Herbst 1925 ging das Werk mit einer Gesamtleistung von 29,4 MW (40.000 PS) bei einem Wasserdurchsatz von 30 m ³/s in Betrieb. Der Maschinensatz bestand aus insgesamt sechs Francis-Turbinen mit horizontaler Achse. Vier Turbinen in der linken Maschinenhalle wurden für den Antrieb von Gleichstromgeneratoren verwendet, zwei Turbinen in der rechten Halle betrieben Drehstromgeneratoren. Der Gleichstrom wurde in einer großen ans Kraftwerk angrenzenden Halle, für die Elektrolyse zur Gewinnung von Wasserstoff verwendet. Letzterer wurde über eine Rohrleitung zur Kunstdüngerfabrik der Montecatini in Sinich geleitet, wo er für die Ammoniakproduktion nach dem Casale-Verfahren benötigt wurde.
In den Jahren 1955 und 1957 wurde das Kraftwerk umgebaut. Der linke Teil wurde teilweise abgebrochen und im Inneren vollständig erneuert. Die Produktion von Gleichstrom wurde eingestellt, es wurden vier Maschinensätze mit Francis-Turbinen mit horizontaler Achse und einer Leistung von je 7 MW installiert.
Im Jahre 2001 wurde das Werk generalsaniert. Die Elektrolyse-Halle, in welcher sich in der Zwischenzeit einige kleinere Betreibe provisorisch angesiedelt hatten, wurde abgebrochen und die Maschinensätze vollständig erneuert. Es wurden drei Turbinen mit vertikaler Achse montiert, welche tiefer gesetzt werden konnten, wodurch sich die Fallhöhe auf 132 m (Maschinensatz 1) bzw. 130 m (Maschinensätze 3 und 4) erhöhte. Der Maschinensatz 2 wurde außer Betrieb gesetzt, blieb jedoch als Anschauungsobjekt für Besuchergruppen an seinem Ort.

### Übernahme durch Hydros/Alperia

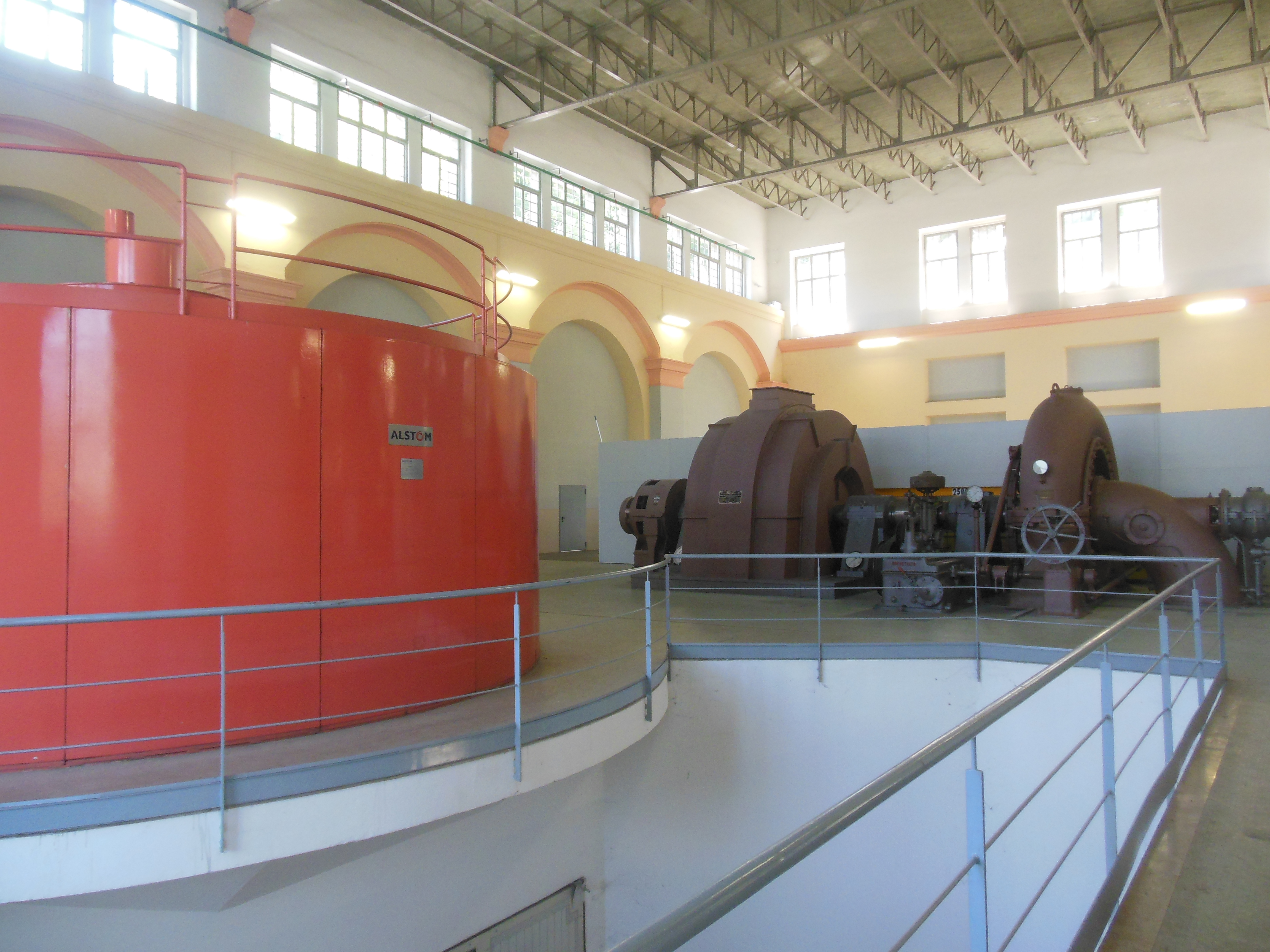
Links der Generator von Maschinensatz 1, im Hintergrund der historische Maschinensatz 2

Nach 1945 wurde das Kraftwerk zunächst von der Gesellschaft Montedison (später Edison) geführt. Im Jahr 2008 wurde die Führung von der Gesellschaft Hydros übernommen, welche ihrerseits im Jahr 2016 in die neugegründete Landesenergiegesellschaft Alperia eingegliedert wurde. Seit 2016 wird das Kraftwerk Marling von der Zentrale der Alperia in Kardaun aus ferngesteuert.

## Technik
Die Maschinenausrüstung besteht aus drei Francis-Turbinen mit vertikaler Welle und einer installierten Leistung von insgesamt 43,6 MW. In der linken Maschinenhalle befindet sich der Maschinensatz 1 mit einer Generatorleistung von 30 MVA. Dort befindet sich auch der stillgelegte Maschinensatz 2. Die Maschinensätze 3 und 4 befinden sich in der rechten Maschinenhalle und haben eine Leistung von je 6,8 MVA. Die Generatoren liefern eine Spannung von 10 kV welche in der angrenzenden Umspannanlage auf 130 kV (Gruppe 1) bzw. 65 kV (Gruppe 3 und 4) hochtransformiert wird.

## Das Kraftwerk als Denkmal

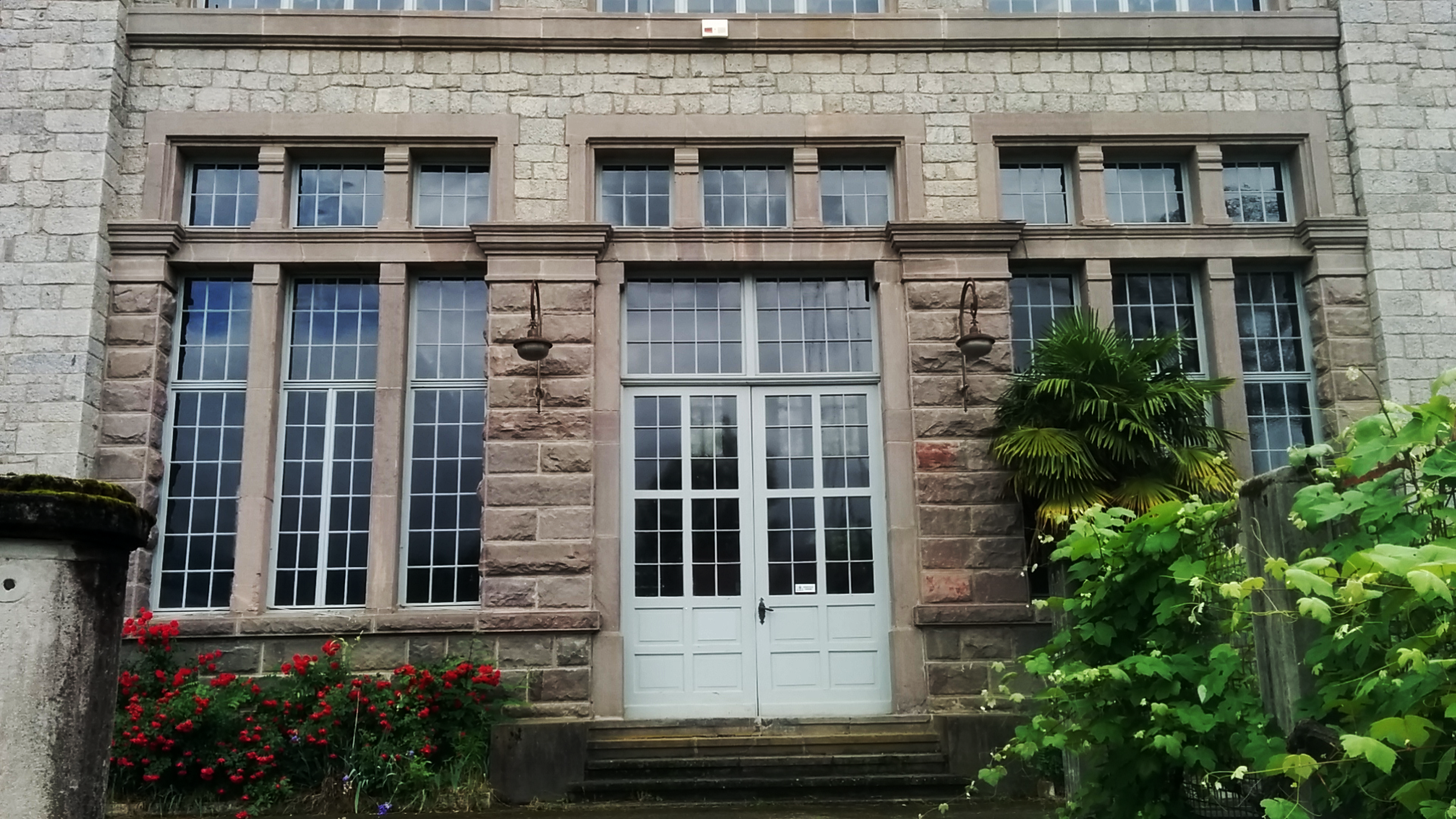
Eingang zur Maschinenhalle des Kraftwerks

Seit 1987 steht das Kraftwerk Marling unter Denkmalschutz. Äußerlich eher unscheinbar, ist es durch die reichhaltige Dekoration im Inneren das erste Beispiel für die monumentale Architektur der Kraftwerksanlagen in Südtirol aus der Zeit des Faschismus.